# 交響曲第4番 (カバレフスキー)
交響曲第4番ハ短調 作品54は、ドミトリー・カバレフスキーが1955年から1956年にかけて作曲した交響曲。演奏時間は約41分。

## 概要
1955年に作曲が開始され、翌1956年7月に完成した。初演は同年10月17日に作曲者指揮レニングラード・フィルハーモニー交響楽団により行われ、1957年にはニューヨークのカーネギー・ホールにてディミトリ・ミトロプーロス指揮ニューヨーク・フィルハーモニックによりアメリカ初演が行われた。
第1楽章は短い導入部の後、ロシア風の主題が提示され、その後木管により展開される。第2楽章は独奏ファゴットがロシア民謡風の主題を提示し、形を変えながら発展していく葬送行進曲風の楽章。第3楽章は幻想的なスケルツォ。第4楽章は短い序奏の後、第1主題、そして第2主題が現れるが、後半では行進曲風の主題がフガートで展開され、第1楽章の主題が顔を覗かせて全曲をハ長調で明るく結ばれる。

## 構成
- 第1楽章 Lento - Allegro molto e con fuoco - Doppio meno mosso - Con fuopco（Poco Più moso del Tempo I）
- 第2楽章 largo（ma rubato）
- 第3楽章 Allegreto capriccioso e con moto - Più moso - Presto assai
- 第4楽章 Finale：Sostenuto assai - Allegro molto ed energico - Presto